# Patrick Motsepe
Patrick Motsepe (2 de março de 1983) é um futebolista botsuanense que atua como meia.

## Carreira
Patrick Motsepe representou o elenco da Seleção Botsuanense de Futebol no Campeonato Africano das Nações de 2012.